# Januari 2010
| Januari 2010 |
| Månader under 2010: Januari · Februari · Mars · April · Maj · Juni · Juli · Augusti · September · Oktober · November · December ← December 2009 · Januari 2011 → |

## Händelser
- 1 januari
  - Spanien tar över som EU:s ordförandeland efter Sverige.
  - Finlands indelning i län avskaffas.[1]
  - I Sverige träder Försäkringskassans nya tuffare regler i kraft. Många "utförsäkras". Stora protester både före och efter årsskiftet
  - Kravet på kontrollmärken för svenska motorfordon avskaffas.
  - Minst 75 människor omkommer i jordskred och översvämningar i brasilianska delstaten Rio de Janeiro. Översvämningarna leder även till att landets enda kärnkraftverk tvingas stänga.
- 4 januari – Världens hittills högsta byggnadsverk, den 828 meter höga skyskrapan Burj Khalifa, invigs i Dubai.
- 5 januari – Extrem vinterkyla råder i många delar av Europa och Nordamerika.
- 7 januari – En 51-årig man kliver in på ett ABB-kontor i den amerikanska staden St Louis och öppnar eld mot personalen med en AK-47. Sju personer träffas varav tre av dem dör. Gärningsmannen tar därefter sitt eget liv sedan byggnaden omringats av polisen.
- 8 januari – Togos herrlandslag i fotboll utsätts för en terroristattack när laget i sin spelarbuss är på väg till det afrikanska mästerskapet i Angola. Tre personer ur sällskapet dödas och ett antal skadas.
- 9 januari
  - Ett kraftigt jordskalv med magnituden 6,5 på momentmagnitudskalan drabbar de norra delarna av Kalifornien, USA.
  - 12 vargar på Skånes djurpark i Sverige rymmer och man tvingas avliva dem sedan de har börjat attackera andra djur.

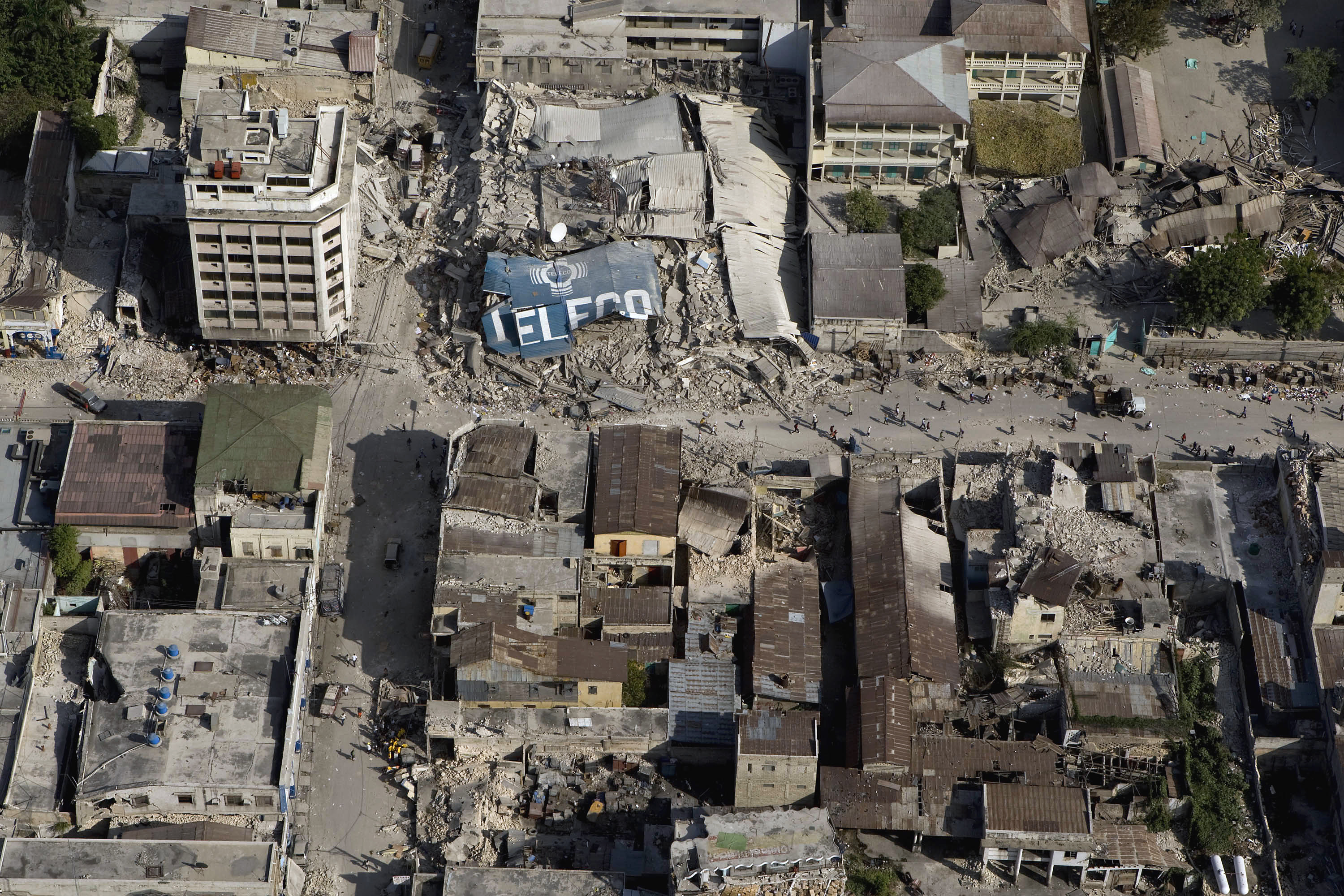
Jordbävning i Haiti.

- 10 januari - Ulf Olsson, dömd för Helénmordet togs sitt liv i sin cell på den rättspsykiatriska kliniken i Sundsvall, där han i sitt avskedsbrev hävdade sin oskuld.
- 12 januari – En kraftig jordbävning, med magnituden 7,0 på momentmagnitudskalan, drabbar Haiti. Över 150 000 människor befaras ha omkommit.
- 15 januari – En ringformad solförmörkelse är synlig över delar Afrika och Asien. Fenomenet varar i 11 minuter och 8 sekunder, vilket skapade nytt rekord för denna typ.
- 16 januari – Ett flygplan tillhörande Iran Air med 173 personer ombord kanar av startbanan när det är på väg att starta på Arlanda Flygplats i Stockholm. Dock skadas ingen fysiskt.
- 17 januari – Många Saabägare deltar i manifestationer på ett 30-tal platser runt om i världen i protest mot ägaren General Motors planer på att lägga ned biltillverkaren.
- 19 januari – Det japanska flygbolaget Japan Airlines begärs i konkurs.
- 20 januari – Ett kraftigt efterskalv med magnituden 6,1 på richterskalan skakar Haiti i sviterna efter det stora skalvet en dryg vecka tidigare
- 25 januari
  - Ethiopian Airlines Flight 409 med 90 passagerare ombord störtar i Medelhavet utanför Libanons kust strax efter start på huvudstaden Beiruts flygplats.
  - Filmen Avatar når förstaplatsen som mest inkomstbringande filmen någonsin, endast 39 dagar efter biopremiären.
- 26 januari – General Motors bekräftar att man låter sälja den svenska biltillverkaren Saab Automobile till den nederländska sportbilstillverkaren Spyker.
- 28 januari – Den tidigare länspolismästaren i Uppsala län, Göran Lindberg, häktas misstänkt för flera grova sexualbrott.

### Fotnoter
1. ↑  Svenska YLE Nyheter: Finlands alla län ska slopas